# فیلتر ایکس‌ری

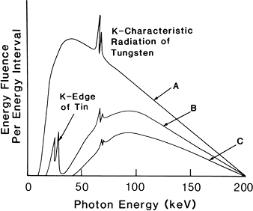
طراحی فیلنر ایکس ری

فیلتر ایکس ری (به انگلیسی: X-ray filters) دستگاهی است که در مقابل یک منبع پرتو ایکس قرار می‌گیرد و وظیفه آن کاهش شدت طول موج یک ذره در طیف ان است. همچنین وظیفه دیگر آن تغییر دادن توزیع طول موج ایکس ری در یک اشعه است.
زمانی که اشعه‌های ایکس با ماده برخورد می‌کنند، قسمتی از اشعه ورودی از ماده عبور می‌کند و قسمتی از آن توسط ماده جذب می‌شود. مقدار اشعه‌ای که توسط ماده جذب می‌شود به ضریب جذب ماده بستگی دارد همچنین این مقدار زمانی که فوتونهایی با انرژی بالا به آن برخورد می‌کنند کاهش پیدا می‌کند. جذب واقعی زمانی اتفاق می‌افتد اشعه‌های ایکس با انرژِی کافی به ماده جذب کننده برخورد می‌کنند و باعث تغییر سطح انرژی الکترونها در اتمهای ماده جذب کننده می‌شوند. انرژی این پرتوهای ایکس بدون اثرگذاری روی ماده از آن عبور نمی‌کنند و باعث برانگیخته شدن اتم‌های آن می‌شوند به همین دلیل علی‌رغم تمایل به افزایش جذب در طول موج‌های پر انرژی، تغییرات تناوبی زیادی در ویژگی‌های جذبی مواد ایجاد می‌شود که هر کدام از آن‌ها ناشی از تغییرات انرژی اتم‌ها است. به این تغییرات لبه‌های جذب گفته می‌شود. نتیجه این است که هر ماده‌ای به صورت ترجیحی با توجه به سطح انرژی الکترون‌هایش اشعه‌های ایکس را فیلتر می‌کند در حالی که به اشعه‌های ایکسی که انرژی کمتری از سطح انرژی الکترون‌هایش دارد بدون هیچگونه تأثیری اجازه عبور می‌دهد.
به همین دلیل می‌توان با استفاده از مواد مناسب طول موج‌های دلخواهی از طول موج‌های ایکس ری را فیلتر کرد.

## کاربردها
برای مثال یک منبع پرتو ایکس مس می‌تواند پرتوهای ایکسی با طول موج‌های ۱۵۴ و ۱۳۹ پیکومتر ایجاد کند. لبهٔ جذب نیکل ۱۴۹ پیکومتر است که بین دو طول موج مس است. به همین دلیل استفاده از نیکل به عنوان فیلتر باعث می‌شود که طول موج ۱۳۹ پیکومتر مس که انرژی بیشتری نیز دارد نتواند از فیلتر نیکل عبور کند در حالی که به طول موج ۱۵۴ پیکومتر مس بدون کوچک‌ترین کاهشی در سطح انرژی اش اجازه عبور می‌دهد. بر این اساس یک منبع پرتو ایکس مس با فیلتر نیکل می‌تواند یک اشعه تقریباً تک رنگ ایکس با فوتون‌هایی با طول موج ۱۵۴ پیکومتر ایجاد کند.
از کاربردهای پزشکی این فیلترها می‌توان به استفاده آن‌ها برای کاهش یا جلوگیری از عبور اشعه‌های کم انرژی در زمان عکس برداری ایکس ری (پرتونگاری) اشاره کرد. اشعه‌های کم انرژی (کمتر از۳۰ کیلوالکترون ولت) تأثیر کمی در ایجاد تصویر نهایی دارند و توسط بافت‌های نرم زیاد جذب می‌شوند. این جذب باعث افزایش ریسک تأثیرات اشعه‌ها در بدن می‌شود. به همین دلیل بهتر است که این اشعه‌های کم انرژی را از طیف اشعه ایکس حذف کنیم. فیلتر کردن پرتو ایکس ممکن است به دلیل خود مجرای اشعه ایکس و مواد مورد استفاده درون مجرای به صورت ذاتی باشد یا توسط فیلترهای اضافه شونده صورت بگیرد. کمترین نوع فیلترینگ توسط یک آلومینیم ۲٫۵ میلیمتری انجام می‌شود البته درحال حاضر تمایل بیشتر افراد به استفاده از فیلترهای قوی تر با فیلترینگ بیشتر است. سازندگان لوازم دستگاه‌ها عکسبرداری فلوئوروسکوپی مدرن از فیترهای مس با ضخامت متغیر استفاده می‌کنند که ضخامتشان بر اساس ضخامت بیمار تغییر می‌کند. ضخامت این فیلترها به صورت معمول از ۰٫۱ تا ۰٫۹ میلی‌متر تغییر می‌کند.
فیلترهای ایکس ری در بلورشناسی پرتو ایکس نیز مورد استفاده قرار می‌گیرند، این اشعه در تعیین فضای بین اتمی در کریستالهای جامد مورد استفاده قرار می‌گیرند. این فضای شبکه توسط قانون براگ تعیین می‌شود، ولی این تکنیک نیازمند انجام اسکن‌هایی است که توسط اشعه‌های تقریباً با یک طول موج انجام می‌شوند. به همین دلیل، استفاده از فیلترهای ایکس ری مانند فیلتر مس نیکلی که در بالا توضیح داده شد باعث می‌شود که تنها یک طول موج مشخص از اشعه ایکس به کریستال مورد نظر نفوذ کند و این موضوع باعث می‌شود که بتوان با استفاده از پخش نور به وجود آمده اجزاء و خواص کریستال مورد نظر را شناسایی کرد.

## نمونه‌هایی از مواد مورد استفاده در فیلترها
مناسب برای بلورشناسی پرتو ایکس:
- زیرکونیم - Bremsstrahlung و K-Beta را جذب می‌کند.
- آهن – کل طیف را جذب می‌کند.
- مولیبدن – Bremsstrahlung را جذب می‌کند ولی K-Beta و K-Alpha از ان عبور می‌کنند.
- آلومینیوم – ‘Pinches’ Bremsstrahlung* و پیک‌های نسل سوم را حذف می‌کند.
- نقره – عملکردش مانند آلومینیوم است فقط در اندازه بزرگتر.
- ایندیوم – عملکردش مانند آهن است فقط در اندازه کوچکتر.
- مس – عملکردش مانند آلومینیوم است با این تفاوت که فقط پیک‌های نسل اول از ان عبور می‌کنند.
- مناسب برای پرتو نگاری:
- مولیبدن – در ماموگرافی کاربرد دارد.
- آلومینیوم – در ماموگرافی با استفاده از انودهای رودیوم کاربرد دارد.
- مس – در پرتونگاری، مخصوصاً طب اطفال به‌طور کلی کاربرد دارد.
- نقره – در ماموگرافی با استفاده از انودهای تنگستن کاربرد دارد.
- تانتالیوم – درکاربردهای فلوئوروسکوپی با انودهای تنگستن استفاده می‌شود.
- نیوبیم – در پرتونگاری دندان با استفاده از انودهای تنگستن مورد استفاد قرار می‌گیرد.
- اربیوم – در رادیوگرافی با استفاده از انودهای تنگستن مورد استفاده قرار می‌گیرد.
- Bremsstrahlung pinching به دلیل جرم اتم‌ها اتفاق می‌افتد. هر چه اتم چگال تر باشد، جذب پرتو ایکس بیشتر می‌شود. فقط پرتوهای پر انرژی از فیلتر عبور می‌کنند.